# Tịnh Ấn Đông
Tịnh Ấn Đông là một xã thuộc thành phố Quảng Ngãi, tỉnh Quảng Ngãi, Việt Nam.

## Địa lý
Xã Tịnh Ấn Đông có diện tích 10,12 km², dân số năm 1999 là 5.406 người, mật độ dân số đạt 534 người/km². 

## Hành chính
Xã Tịnh Ấn Đông được chia thành 6 thôn: Hòa Bình, Hạnh Phúc, Đoàn Kết, Bình Đẳng, Độc Lập, Tự Do.

## Lịch sử
Trước đây xã này trực thuộc huyện Sơn Tịnh; xã được thành lập vào năm 1987, cùng với xã Tịnh Ấn Tây và thị trấn Sơn Tịnh, trên cơ sở sáp nhập và phân chia dân số diện tích của 2 xã Tịnh Ấn và xã Tịnh Phong trước đây.
Ngày 12 tháng 12 năm 2013, Thủ tướng Chính phủ Việt Nam ký Nghị quyết số 123/NQ-CP có nội dung sáp nhập Tịnh Ấn Đông vào địa phận thành phố Quảng Ngãi.

## Du lịch
Danh thắng núi Thiên Ấn năm chủ yếu trên địa bàn xã Tịnh Ấn Đông.